# Христо Коджейков
Христо Драганов Коджейков е български комунист и офицер, подполковник от пехотата, участник в Балканската (1912 – 1913), Междусъюзническата (1913), Първата световна война (1915 – 1918) и Септемврийското въстание (1923).

## Биография
Христо Коджейков е роден на 1 февруари 1874 г. в Калофер. Внук на Въльо Коджейков, син на Драган В. Коджейков и Йова Т. Бракалова. Женен, с 2 деца – Драгомир и Кольо. Синът му Никола Коджейков е съветски и български офицер, полковник от Строителни войски, а внука му Тодор Коджейков е бригаден генерал. Завършва Военното на Негово Височество училище в София. Служи в 3-ти резервен полк, 30-и пехотен шейновски полк, 35-и пехотен врачански полк и като началник на 1-ва дивизионна инспекция.
Взема участие в Балканската (1912 – 1913), Междусъюзническата (1913) и Първата световна война (1914 – 1918), през която е командир на рота от 53-ти пехотен полк, а през 1918 г. „за бойни отличия и заслуги във войната“ е награден с Царски орден „Св. Александър“ V степен с мечове по средата, която награда е утвърден със заповед № 355 от 1921 по Министерството на войната. След края на войната през 1920 г. е уволнен от служба.
След уволняването си е привлечен в редовете на Военната организация на БКП. Участва в подготовката на Септемврийското въстание през 1923 г. След априлския атентат 1925 г. в църквата „Св. Неделя“ в къщата му се укрива членът на ЦК и ръководител на Военната организация Коста Янков. През април полицията обгражда къщата и изпраща Коджейков вътре да съдейства за предаването на Янков. Коджейков остава при него и двамата загиват в завързалото се сражение.

## Военни звания
- Подпоручик (1901)
- Поручик (1904)
- Капитан (15 октомври 1908)
- Майор (14 август 1916)
- Подполковник (1 април 1919)

## Образование
- Военно на Негово Княжеско Височество училище (до 1901)

## Награди
- Царски орден „Св. Александър“ V степен с мечове по средата (1918/1921)